# マインダー
マインダー、またはアンドロイド観音マインダー（アンドロイドかんのんマインダー）は、京都府京都市の禅宗寺院、高台寺にある人型ロボットの観音菩薩像である。
マインダーは2019年3月の式典で一般公開され、定期的に般若心経の説法を行っている。事前にプログラムされた25分間の説法は僧侶によって書かれ、仏教の虚無と慈悲の概念を取り上げている。
マインダーは、高台寺の職員と石黒浩を含む大阪大学のロボット工学者のコラボレーションによって設計された。
高さ1.95mの人型ロボットの建立は、2017年に大阪大学のロボット工学研究室で始められた。マインダーの開発には2500万円がかかり、プロジェクトの総費用は約1億円であった。

## 背景と発展
高台寺は、1606年に京都市東山区に創建された臨済宗に属する禅宗寺院である。
2017年7月、大阪大学のロボット工学者・石黒浩が高台寺を訪れた。当時、寺の執事長だった後藤典生は、石黒にロボット仏像の制作を提案した。
その2ヵ月後に再び集まり、当初は複数のロボットに仏陀の教えを語らせることも検討されたが、技術的な観点から1体のロボットが望ましいと判断された。般若心経の独白が選ばれ、アンドロイドは慈悲に関連する観音菩薩の姿をとることに決まった。法華経には、観音はさまざまな姿を現すことができると書かれている。

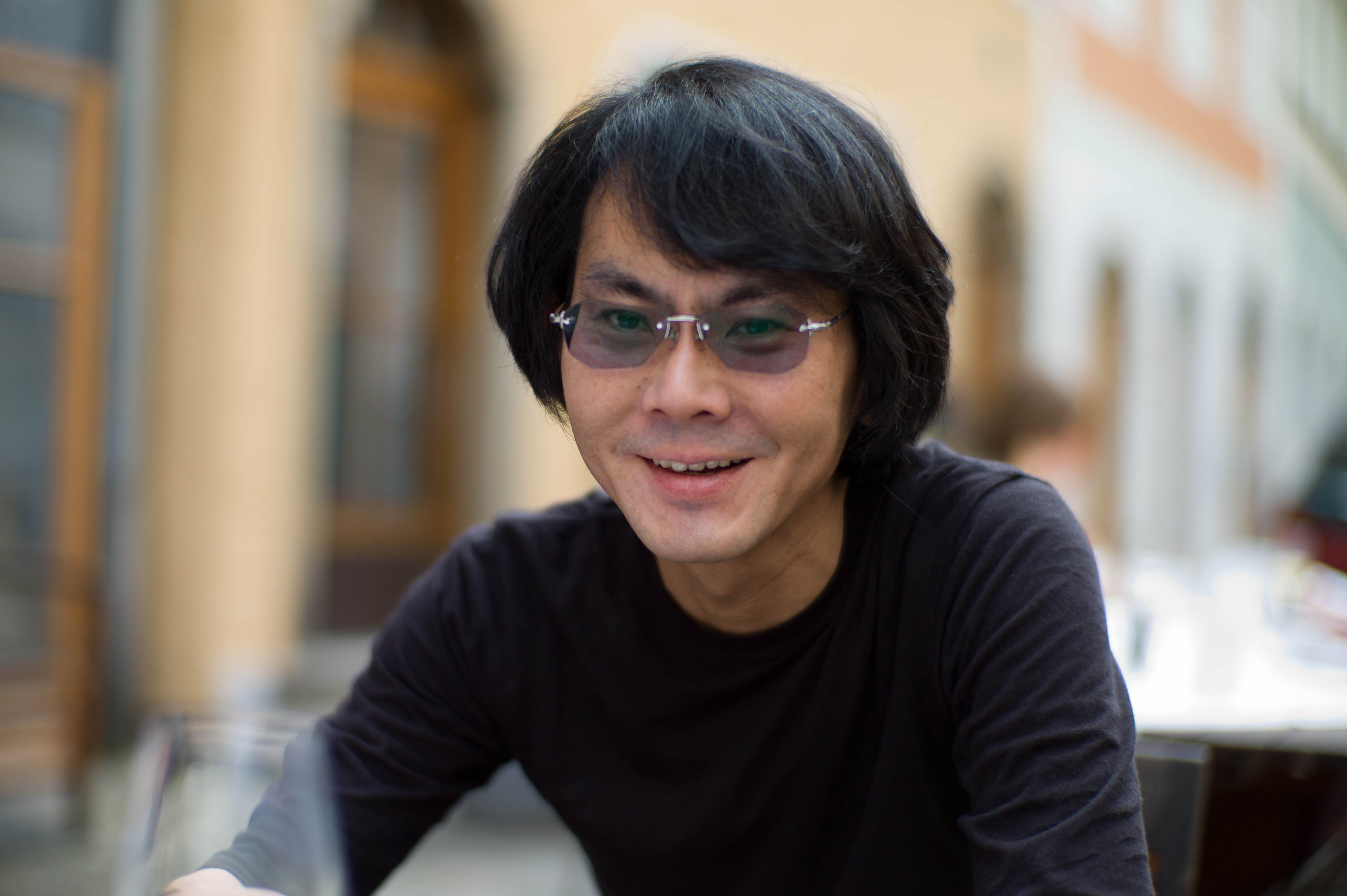
マインダーは、ロボット工学者の石黒浩によって設計された。

アンドロイド観音製作委員会は2017年9月に設立され、高台寺の職員や大阪大学の技術者が参加した。石黒は「オルタ」というロボットをプロトタイプにすることを提案した。
マインダーの説法の題材は、臨済宗の僧侶である梅照院の本多道隆、建仁寺の坂井田泰仙、霊源院の雲林院宗碩によって決定された。彼らは、中村元や山田無文の作品をもとに、仏教の慈悲と空という概念を説明する物語を考案した。
マインダーという名前は、大阪大学のロボット工学者である小川浩平氏によって提案された。マインダーは人工知能を搭載していないが、設計者は当初、このアンドロイドに機械学習機能を持たせることを考えていた。
後藤は、「このロボットは決して死ぬことはなく、ただ更新され続け、進化し続けます。AIを搭載することで、人々が困難な悩みを克服するための知恵を育ててくれることを期待しています。それが仏教を変えるのです」と語っている。
アンドロイド観音は大阪大学のロボット工学研究室で製作された。小川浩平がエンジニアリングを担当し、2019年2月に完成した。プロジェクトの総費用は約1億円、アンドロイドの開発費は2500万であった。2019年3月にアンドロイドが一般公開された際、開眼法要が行われた。式典には僧侶が出席し、読経、鐘つき、太鼓演奏が行われた。
マインダーには、デザイナーが参考にした歴史的な先例がある。日本では17世紀から機械化されたからくり人形が生産され、1920年代後半にデビューした日本初のロボット、3.4メートルの學天則は、書をしたため、表情を変え、空気圧の仕組みで頭と手を動かすことができた。宗教に特化したアンドロイドとして、マインダーは、中国のチャットボットロボット「Robot Monk Xian'er」や、お経を唱えたり太鼓をたたいたりする仏教の葬儀の儀式を行うようにプログラムできる「Pepper」（2015-2021年）など、21世紀の他のロボットに先行されていた。

## 概要
マインダーは、身長1.95m、体重60kgの静止型アンドロイドである。アルミ製の細身のメカトロニックボディで、顔、手、肩はシリコンの皮膚で覆われている。マインダーは台の上に立っており、動かせる脚はない。まばたきと微笑みが可能で、空気圧によって頭、胴体、腕を動かす。
マインダーは手のひらを合わせて合掌するなど、さまざまなジェスチャーで説法をする。マインダーの左目にはカメラが埋め込まれており、マインダーは人に焦点を合わせることで、アイコンタクトをしているような印象を与える。マインダーの頭蓋骨の上部は露出しており、点滅するライトと頭蓋腔内のワイヤーが見える。同様に、マインダーの体の大部分はシリコンで覆われておらず、ワイヤーやサーボモーターが露出している。石黒のテレノイド・ロボットに似て、マインダーは中性的な外見をしている。声は女性的で滑らかと評されている。

## 説法

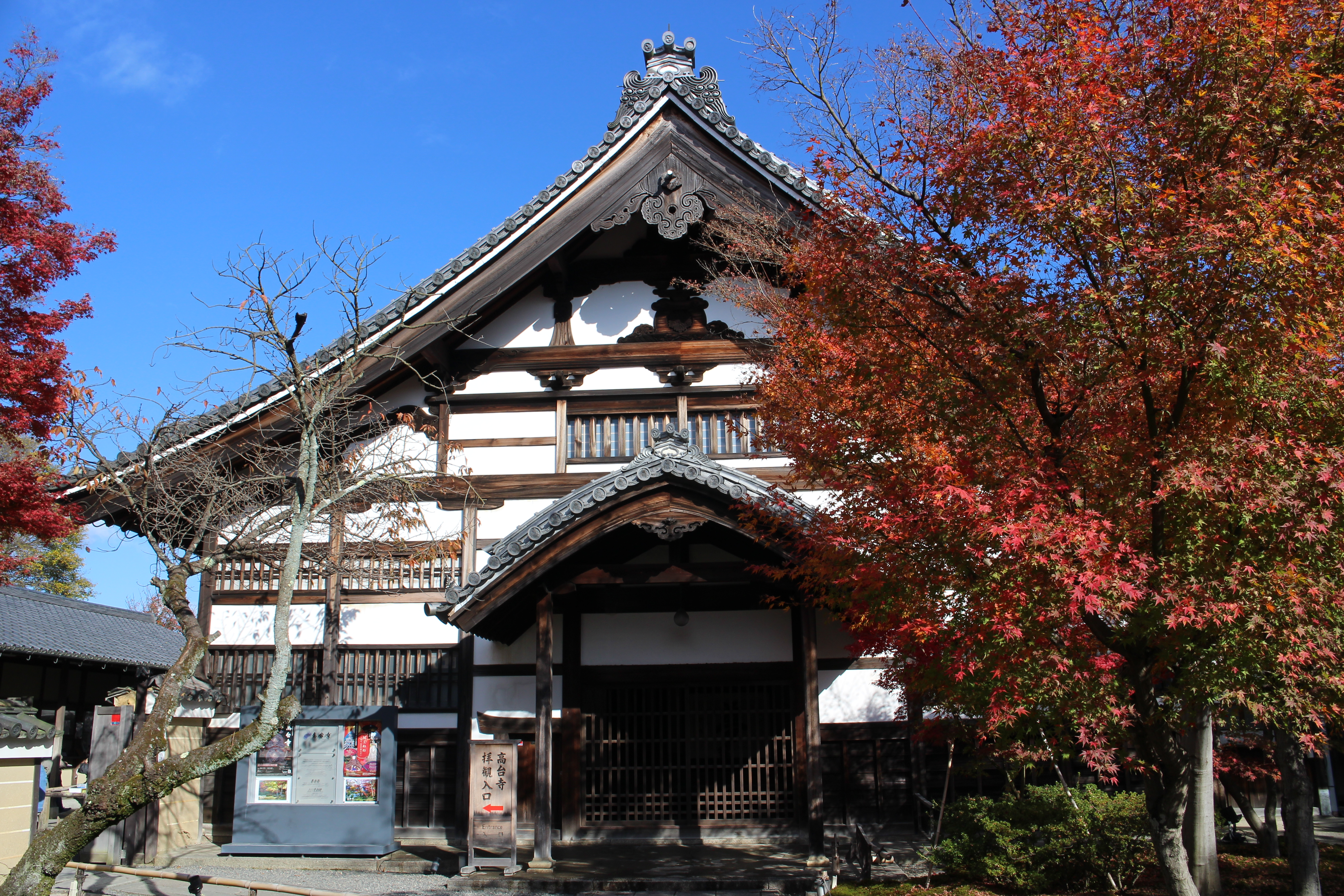
マインダーは高台寺の伽藍で説法をする

マインダーは、高台寺の教化ホールの中にある。説法は一般に公開され、通常、土曜と日曜の1日2回行われる。
マインダーは般若心経について日本語で25分間の説法を行い、仏教における慈悲と虚無の概念を取り上げる。部屋の後ろの壁には中国語と英語の字幕が映し出される。あらかじめプログラムされた説法の導入部で、スポットライトがマインダーを照らし、マインダーは話し始める。マインダーは自らを菩薩と呼び、次のように話す。
「観音菩薩として、私は時空を超え、何にでも変身することができます。ご覧の通り、私はアンドロイドの姿で皆さんにお会いすることにしました...」
マルチメディア・プレゼンテーションは、オペラのようなピアノ音楽とともに、360度のプロジェクションマッピングによって拡張され、部屋の壁にはバーチャルな観客が映し出される。マインダーは投影された聴衆と対話し、あらかじめプログラムされた対話で質問に答える。説法はマインダーが般若心経を唱えて終わる。

## 受容
2019年に導入されたマインダーは、国際的なニュースとして報道された。メディアの報道は、ロボット伝道師の斬新さ、プロジェクトの費用、マインダーが日本の仏教に対する認識を変える可能性に焦点を当てた。
マインダーの評判は賛否両論である。大阪大学の調査によると、アンドロイドはわかりやすく、驚くほど人間的で、温かみがあると感じる人がいる一方で、不自然で作り物のような表現だと感じる人もいた。マインダーの説法を聞いた何人かの人は涙を流し、アンドロイドが落とした影を「本物の」観音様だと考える人もいた。
外国人、特に欧米諸国の人々は、アンドロイドに対してより批判的である。ある人は、アンドロイドが宗教の神聖さを揺るがすという懸念を示し、またある人はマインダーをフランケンシュタインの怪物になぞらえた。
『Frontiers in Artificial Intelligence』誌に掲載された2020年の論文は、マインダーのようなアンドロイドが仏性を表現できるかどうかを論じている。その論文では、マインダーが自我を持つようになれば、本物の観音の化身とみなすことができると結論づけている。
2023年の『Journal of Experimental Psychology』誌に掲載された論文では、マインダーの説法を聞いた人々へのインタビューに基づく実地調査について述べられている。その論文によると、人々はアンドロイドの説法者に人間の説法者と同じような信頼性を与えていない。著者らは、宗教的任務の自動化は宗教的コミットメントの減少につながる可能性が高いと結論づけている。